# 薩爾尼夫卡 (羅馬尼夫區)
50°16′24″N 27°58′51″E / 50.27333°N 27.98083°E
薩爾尼夫卡（烏克蘭語：Сарнівка），是烏克蘭北部的村莊，隸屬日托米爾州的日托米爾區。該村始建於1890年，面積3.7平方公里，海拔高度247米，2001年人口68。